# Tabardilla Francesa
Tabardilla Francesa es el nombre de una variedad cultivar de manzano (Malus domestica). Esta manzana es originaria de Galicia, está cultivada en la colección de árboles frutales y banco de germoplasma de Mabegondo con el N.º 21; ejemplares procedentes de esquejes localizados en San Martiño de Andrade, parroquia del municipio de Puentedeume (La Coruña).

## Sinónimos
- "Manzana Tabardilla Francesa",[4][5]
- "Maceira Tabardilla Francesa".

## Características
El manzano de la variedad 'Tabardilla Francesa' tiene un vigor vigoroso, productivo. Tamaño grande y porte erguido.
Época de inicio de brotación a partir del 7 de abril y de floración a partir de 26 de abril.
Las hojas tienen una longitud del limbo de tamaño corto, con la máxima anchura del limbo media. Longitud de las estípulas es media y la máxima anchura de las estípulas es media. Denticulación del borde del limbo es serrado, con la forma del ápice del limbo mucronado y la forma de la base del limbo es redondeado. Con subestípulas presentes.
Sus flores tienen una longitud de los pétalos media, anchura de los pétalos es media, disposición de los pétalos superpuestos entre sí, con una longitud del pedúnculo media.
La variedad de manzana 'Tabardilla Francesa' tiene un fruto de tamaño grande, de forma plana, de color bicolor, con chapa a lavada, y de intensidad fuerte. Epidermis de textura desigual, con pruina en su superficie, y con presencia de cera débil. Sensibilidad al "russeting" (pardeamiento áspero superficial que presentan algunas variedades)  medianamente sensible. Con lenticelas de tamaño medianas.
Los sépalos están dispuestos de forma parcialmente replegados, y variable en su base; su fosa calicina es muy profunda de una anchura ancha. Pedúnculo de grosor grueso y de longitud medio, siendo la cavidad peduncular de una profundidad profunda y de anchura ancha. Con pulpa de color blanca, de firmeza es suave y textura intermedia; su jugosidad es jugosa con sabor de acidez débil, y poco aromática.
Época de maduración y recolección a partir del 24 de septiembre. 'Tabardilla Francesa' es una manzana que su destino es la conservación de esta variedad en el banco de germoplasma de Mabegondo como reserva genética.

## Susceptibilidades
- Oidio: ataque medio
- Moteado: no presenta
- Raíces aéreas: no presenta
- Momificado: no presenta
- Pulgón lanígero: ataque débil
- Pulgón verde: ataque medio
- Araña roja: ataque medio
- Chancro del manzano: no presenta[3]